# Marco Bello
Marco Bello (c.1470-1523) var en italiensk renæssancemaler. Han var elev af Giovanni Bellinis atelier.